# 와제얀다 다하나야케
와제얀다 다하나야케(싱할라어: විජයානන්ද දහනායක, 타밀어: விஜயானந்த தகநாயக்கா, 1902년 10월 22일~1997년 5월 4일)는 스리랑카의 정치인이었다. 그는 1959년 9월부터 1960년 3월까지 실론의 총리를 지냈다.
돈 와제얀다 다하나야케라는 이름의 보수적인 가정에서 쌍둥이 아들로 태어난 그는 마운트 라비니아에 있는 리치먼드 칼리지와 세인트 토마스 칼리지에서 교육을 받았다. 그는 세인트루이스에서 교사가 되었다. 1939년 좌익으로 갈 시의회에 선출되어 시장직을 역임한 후 활동적인 정치에 입문하기 전에 알로이시우스 칼리지에서 갈 시장을 지냈다. 1944년 실론 주의회 의원으로 선출되었으며, 이후 하원 의원으로 선출되었다. 그는 1947년부터 1977년까지 국회의원을 지냈으며, 1960년에는 잠시 사이를 두었다. 1956년 교육부 장관으로 임명되었다. 1959년 9월 26일 솔로몬 반다라나이케가 암살당하자, 반다라나이케의 뒤를 이어 총리가 되었다. 반다라나이케가 결성한 동맹을 지속할 수 없었기 때문에 임시 총리로서의 그의 임기는 짧았다. 그는 각료 내각을 해산하고 새로운 선거를 요구했고, 그 선거를 위해 자신의 당을 만들었다. 그는 1960년 3월 선거에서 자신의 의원직을 잃었지만, 2달 후에 이어진 총선에서 다시 되찾았다. 1960년부터 1965년까지 내무부 장관을 지냈으며, 1970년부터 1977년까지 다시 야당에서 일했다. 1986년부터 1988년까지 협동조합 장관을 지냈다. 그는 그의 시대의 거의 모든 주요 정당들과 경쟁한 것으로 유명하며, 13시간 30분 동안 지속된 의회에서 가장 긴 연설 기록을 가지고 있다.

## 어린 시절 및 교육

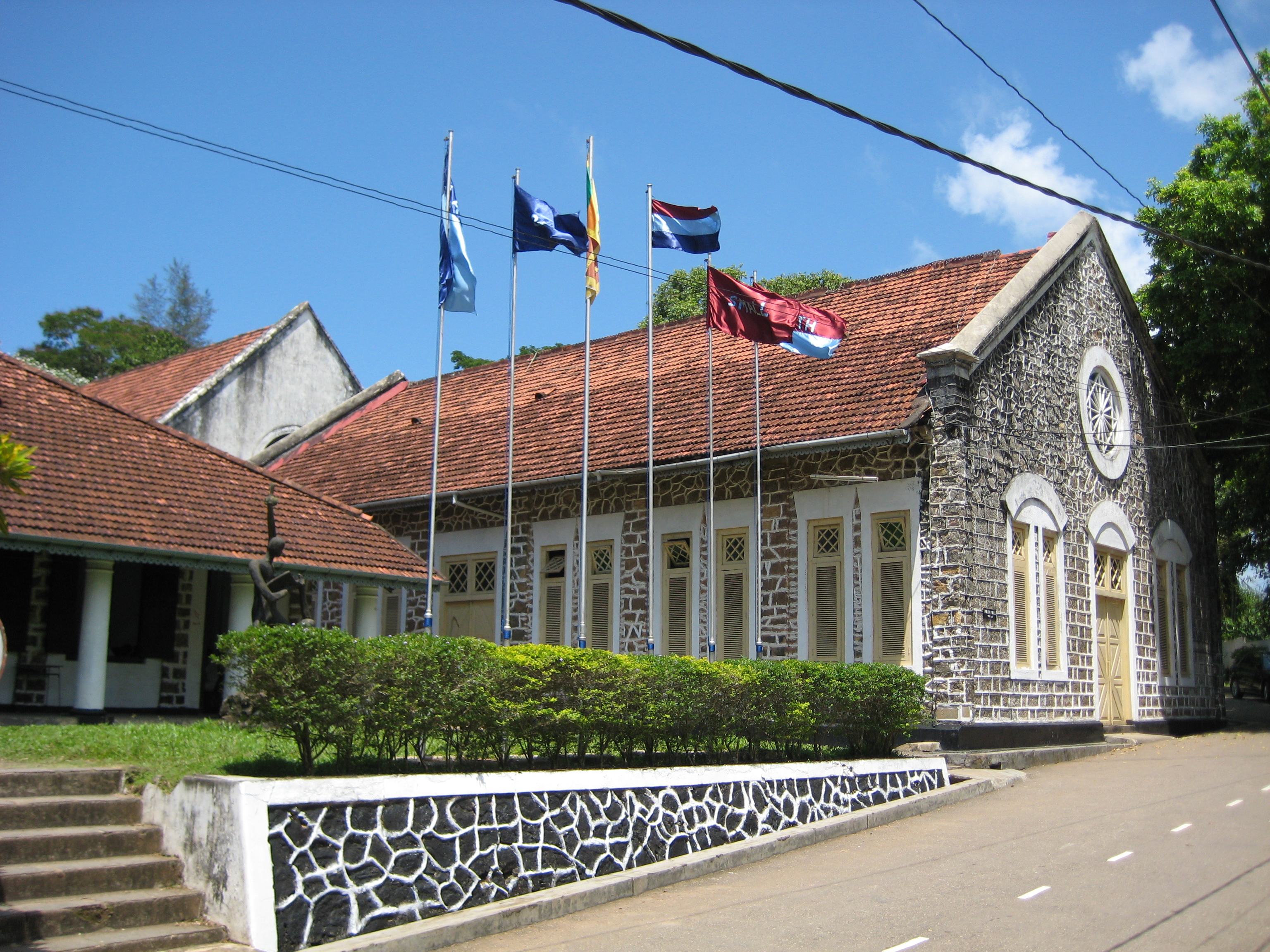
어린 와제얀다 다하나야케는 스리랑카 갈에 있는 잘 알려진 리치먼드 칼리지에 다녔다.

그는 리치먼드 힐의 당게라에서 쌍둥이로 태어났으며, 와제얀다 피리베나의 이름을 따서 돈 와제얀다 다하나야케라는 이름이 붙었다. 그의 아버지는 돈 디오니시오스 판디타 세팔라 다하나야케이며, 무한디람으로, 훗날 갈의 카케리 무들리야르를 지냈으며, 동양어 학자였다. 그의 쌍둥이 형제는 칼리아나프리야 다하나야케였다.
다하나야케는 처음에 갈에 있는 리폰 여학교에서 교육을 받았고 그 후 콜롬보의 서스턴 로드에 있는 정부 영어 훈련 학교에서 교육을 받았고, 그의 중등 교육을 위해 마운트 라비니아에 있는 리치먼드 칼리지와 갈레 세인트 토마스 칼리지로 옮겼다.

## 교직 경력
그는 갈에 있는 세인트 알로이시우스 칼리지의 교직원에 합류하여 영어, 수학, 역사, 지리학을 가르쳤고, 마하라가마의 교직 대학에서 교육을 받았다. 게다가 그는 대학 육상 경기와 주니어 크리켓 팀의 코치를 맡았고, 영국 문학 연합과 토론 협회를 조직했다. 그는 또한 영국의 식민지 행정에 반대하는 학생 시위를 조직했다.

## 사망
1997년 5월 4일, 리치먼드 힐에 있는 자택에서 향년 94세의 나이로 사망하였다.

## 사생활
다하나야케는 단순한 사람이었다. 총리로 임명되었을 때, 그는 스라와시 만디라야에 있는 그의 방에서 두 개의 낡은 여행 가방에 자신의 물건들을 넣고 템플 트리로 이사했다. 그는 수상의 침실이 너무 크다는 것을 발견하고 칸막이를 했다. 선거 패배로 총리직에서 물러났을 때, 그는 개인 소지품을 템플 트리를 갈로 두고 간 여행 가방에 챙겼다. 그는 평생 독신으로 살았다.